# 無量塔蔵六
無量塔 蔵六（むらた ぞうろく、本名・村田 昭一郎〈むらた しょういちろう〉、1927年〈昭和2年〉3月4日 - 2020年〈令和2年〉1月30日）は、日本のヴァイオリン製作者。

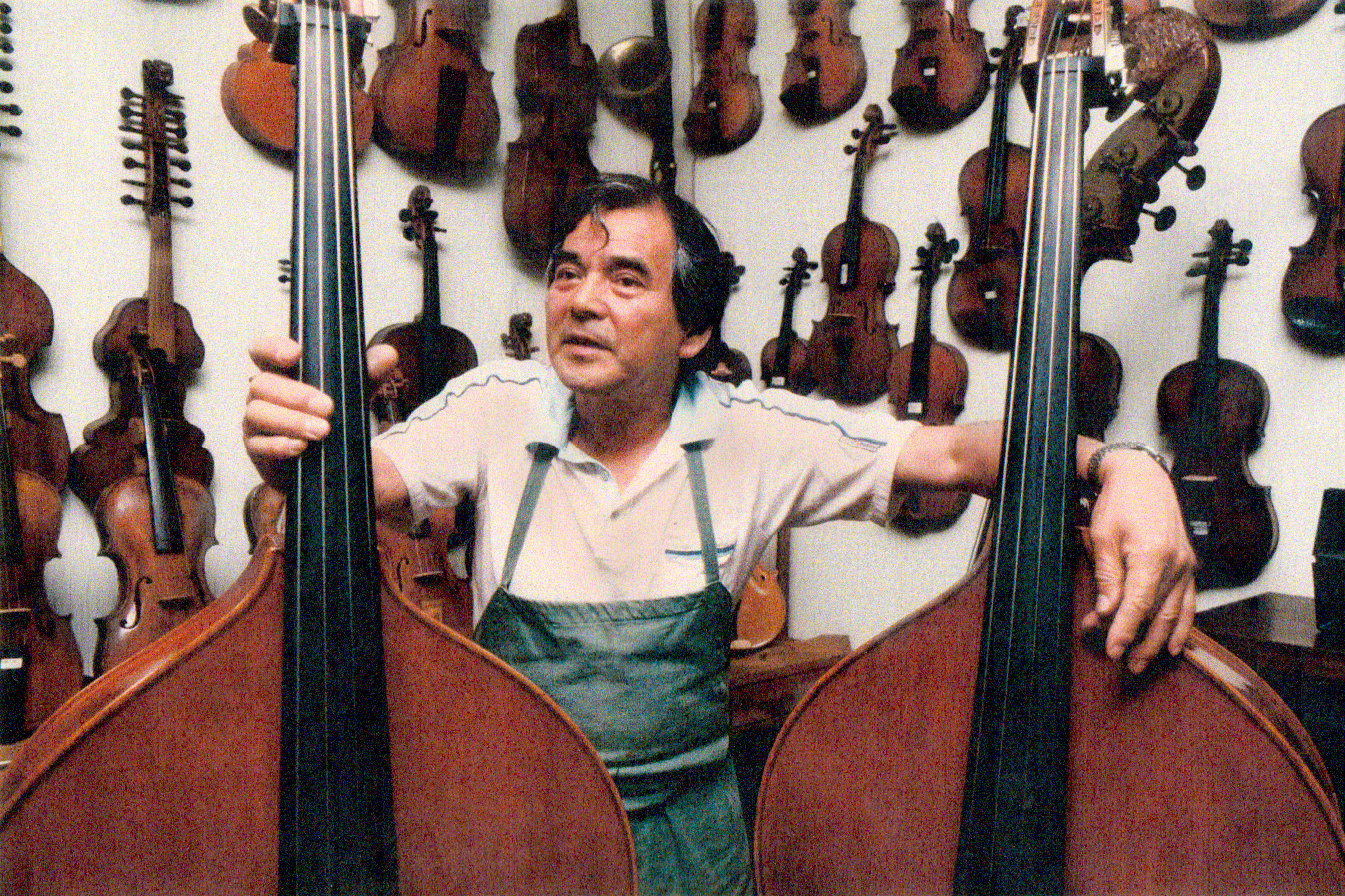
無量塔蔵六

## 来歴
1927年3月4日、東京府荏原郡大井町に生まれる。旧制獨協中学校に55期生として卒業。
戦時中、徴用逃れに叔父のいる町工場で働き、持ち前の器用さを発揮して鋳造等を行う。戦後、1947年に京都歌劇団オーケストラに入団、1949年に新橋フロリダ・ダンスホール、米軍陸軍病院将校クラブ専属楽団等に所属するが、戦地から熟練者が帰国したこともあり、下手であるという理由でクビになり、修理・製作に転身する。1951年にはバンドマンとして生活しながら、ヴァイオリン製作と修理を独学で学び、後にピアノの響板を製作していた木工技師の太田貢から道具の使用法を学ぶ。
1955年、ヴァイオリン製作のために東京工業大学の永廻登研究室にまぎれ込み音響の研究に没頭する。その後、永廻の後押しもあり、ベルリンのアルフレッド・ライヒトに保証人になってもらい、1962年、西ドイツのバイエルン州にあるミッテンヴァルトの国立ヴァイオリン製作学校へ留学し、1963年、日本人で初めてマイスター国家試験（Geigenbaumeister）の資格を取得し、1964年に帰国する。

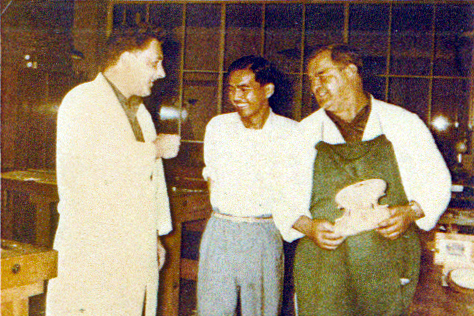

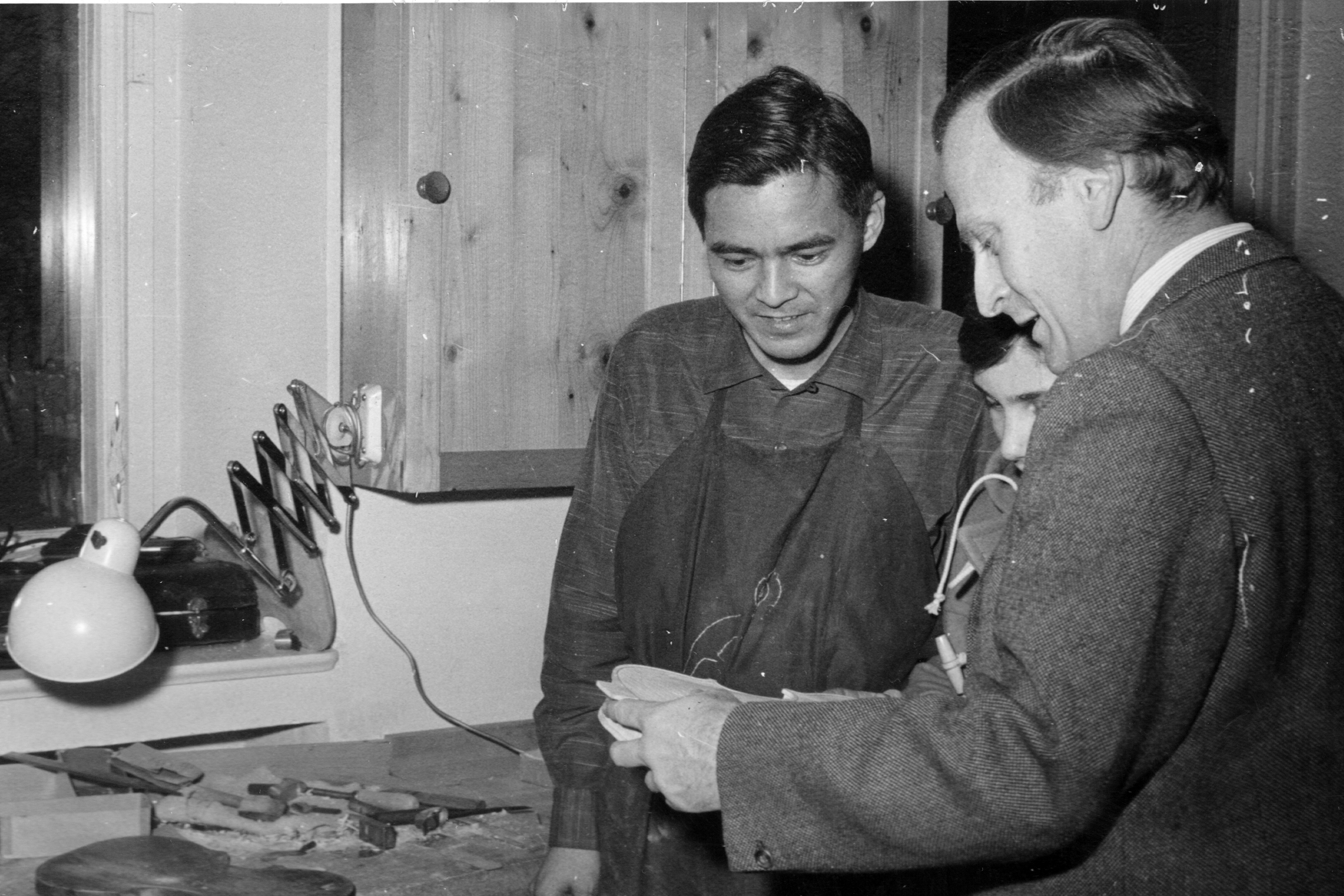

1956年、日本手工弦楽器製作者協会（現・日本弦楽器製作者協会）設立時に役員となる。
1968年、日本人初の独逸連邦共和国ヴァイオリン制作者協会会員(Verband Deutscher Geigenbauer und Bogenbauer e.V.)になる。
1974年、日本雅楽会の依頼により箜篌を復元させ、同年12月17日に国立劇場で行われた日本雅楽会第13回公演の演奏に使われる。
1976年、アメリカ独立二百年記念ヴァイオリン製作コンクールで金賞を受賞する。
1979年4月2日、後継者の育成のために自宅の敷地に東京ヴァイオリン製作学校を開校する。
1986年、日本代表として初めて国際弦楽器弓製作者協会(EILA-Entente International des Luthiers et Architiers/International Society of Violin and Bow Maker Entente Internationale des Maitres Luthiers et Archetiers d'Art (EILA) )の会員になる。
1986年から1993年までプラハ国際ヴァイオリン製作コンペティションのレギュラー審査員、1986年から2001年までヴィエニャフスキ国際ヴァイオリン製作コンクールのレギュラー審査員、1986年から2002年までチャイコフスキー国際コンクールのレギュラー審査員、1987年から1996年までソフィア国際弦楽器コンクール・レギュラー審査員、1990年にロン＝ティボー国際コンクールのコンクール審査員を務める。
1998年7月、日本弦楽器製作者協会名誉会員になる。
2007年3月、80歳を機に東京ヴァイオリン製作学校を閉校する。
2020年1月30日、直腸がんのため死去、92歳没。同年2月6日に告別式が行われる。

## 人物
- 「無量塔蔵六」という製作名は、曽祖父が村田蔵六（大村益次郎）の子分であり、その名前に『無量寿経』の漢字を当てはめたものである[5]。

- 趣味はオートバイである[15]。

- 無量塔の東京ヴァイオリン製作学校を卒業した生徒は無試験でドイツの職人となることができ、更にドイツのマイスターの下で3年間働くことによってマイスターの受験資格を得ることができる[16]。

## 著作

### 著書
- 『バイオリン』日本楽器、1965年3月。 NCID BB23556937。
- 『ヴァイオリン』岩波書店〈岩波新書 921〉、1975年2月。ISBN 9784004140580。 NCID BN01788762。全国書誌番号:75048029。
- 「音楽を読む本」編集委員会編 編『ヴァイオリンを読む本 もっと知りたいヴァイオリンのはなし』無量塔蔵六・川幡宏監修、トーオン、1998年8月。ISBN 9784636208757。 NCID BA37793831。全国書誌番号:99090623。

### 論文等
- 「ヴァイオリン作りの親方・修業時代」『芸術新潮』第15巻第3号、新潮社、1964年3月、130-132頁、NAID 40000931154。
- 「ヴァイオリンと木材」『木材工業』第20巻第2号、日本木材加工技術協会、1965年2月、75-79頁。
- 「バイオリンの秘密」『科学朝日』第26巻第10号、朝日新聞社、1966年10月、83-86頁、NAID 40017548310。
- 「ヴァイオリンの名器とその周辺 ヴァイオリン製作者の一言」『音楽の友』第32巻第7号、音楽之友社、1974年7月、114-116頁。
- 「日本人は器用ではありません 小器用なのです」『技能と技術 職業能力開発技術誌』第1975巻第4号、雇用問題研究会、1975年7月、1頁。
- 「マイ・スピーカを語る」『ラジオ技術』第31巻第2号、アイエー出版・インプレス、1977年1月、179-187頁。
- 「私の修業時代 西ドイツの徒弟制度」『望星』第8巻第2号、東海教育研究所、1977年2月、58-65頁。
- 「新・ヴァイオリン談義」『教育音楽』第21巻第9号、音楽之友社、1977年9月、26-28頁。
- 「ヴァイオリン製作者がつくるオーディオの世界」『ラジオ技術』第33巻第2号、アイエー出版・インプレス、1979年1月、32-33頁。
- 「マイスター制度の長所と日本の監督者」『産業訓練』第25巻第10号、日本産業訓練協会、1979年10月、2-17頁。
- 無量塔蔵六、千代延尚「対話 音楽・人間・教育」『教育音楽』第35巻第7号、音楽之友社、1980年7月。
- 「楽器の話（Ⅱ） 弦楽器」『日本音響学会誌』第36巻第8号、日本音響学会、1980年8月、414-418頁、NAID 110003109386。
- 「中古品」『たしかな目 国民生活センターの暮らしと商品テストの情報誌』第11号、国民生活センター、1982年11月、49頁。
- 「にっぽん人'83」『週刊現代』第25巻第8号、講談社、1983年2月、80-84頁。
- 「ヴァイオリン」『コンセンサス』第1983巻第9号、コンセンサス編集部、1983年9月、10-11頁。
- 無量塔蔵六、棚橋祐治「職人芸が芸術に昇華するとき（心を語る）」『通産ジャーナル』第17巻第7号、通商産業調査会、1984年7月、78-85頁、NAID 40002463899。
- 「ヴァイオリンに埋もれて死にたい」『リクルートキャリアガイダンス』第23巻第1号、リクルート、1991年1月、60-65頁。
- 「ヴァイオリンに用いられる素材」『新素材』第3巻第11号、日本工業出版、1992年11月、50-53頁。
- 「ヴァイオリン製作ミニ外史」『建築雑誌』第1341号、日本建築学会、1993年4月、14頁、NAID 110003794791。
- 「ヴァイオリンを作る材木」『望星』第25巻第1号、東海教育研究所、1994年1月、24-27頁。
- 「この人に聞く「いい音を出すバイオリンは見た目もエレガントです」」『教育じほう』第571号、東京都新教育研究会、1995年8月、11-14頁。
- 「弦楽器の歴地（1）～誕生（？）からクレモナ派の出現まで」『音楽現代』第34巻第8号、芸術現代社、2004年8月、87-89頁、NAID 40006340642。